# Petreasa (Fehér megye)
Petreasa (románul: Petreasa) település Romániában, Erdélyben, Fehér megyében. Közigazgatásilag Arada községhez tartozik.

## Fekvése
Arada közelében fekvő település.

## Története
Petreasa 1956 előtt Trifești része volt. 1956-ban vált külön településsé, ekkor 250 lakosa volt. 1966-ban 167, 1977-ben 132, 1992-ben 69 román lakosa volt, majd a 2002 évi népszámláláskor 72 román lakost számoltak itt össze.